# Sofia Quintino

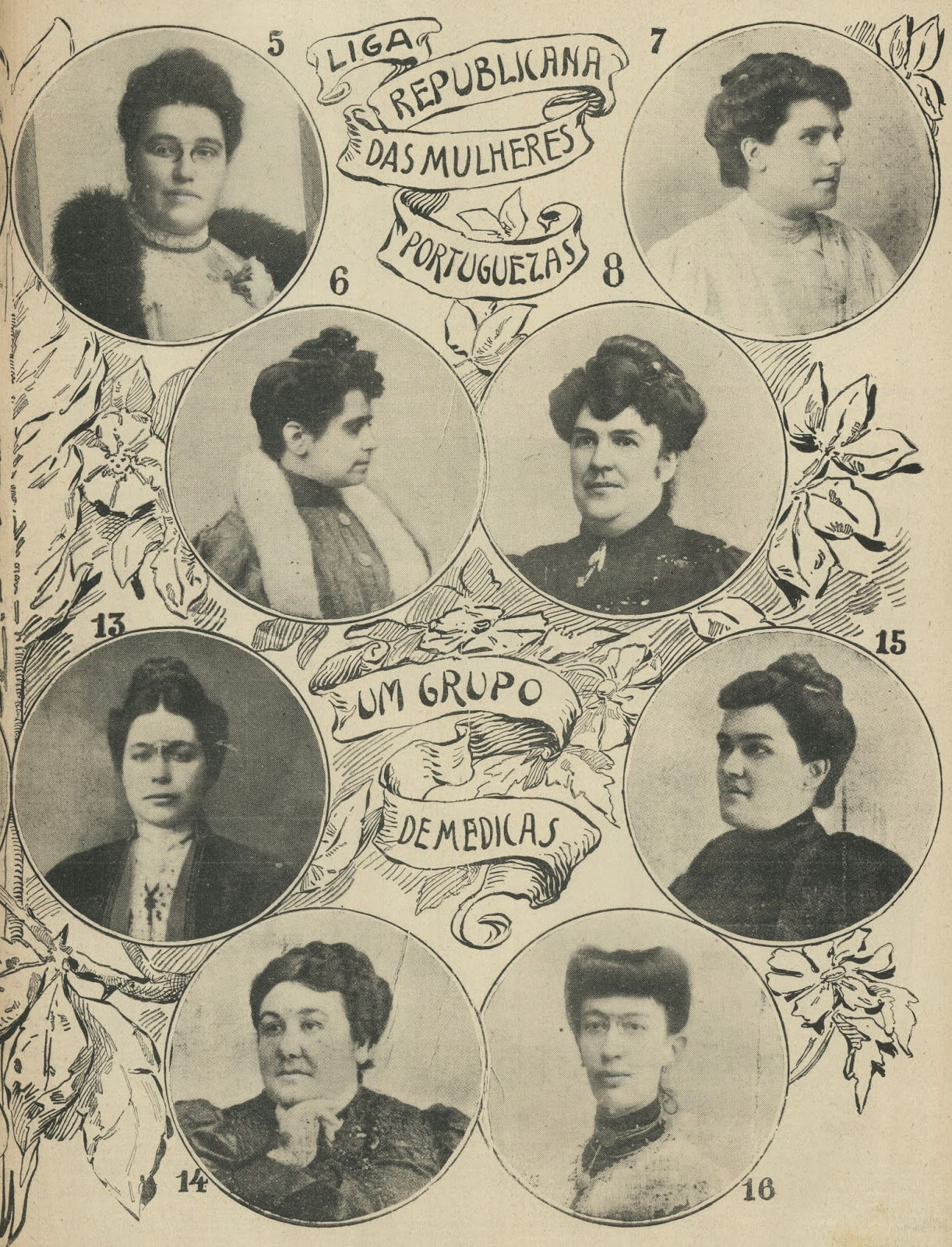
Suplemento del diario O Século sobre las sufragistas de la Liga das Mulheres Republicanas, publicado el 12 de mayo de 1910: 5 - Ana de Castro Osório ; 6- María Veleda ; 7 - Beatriz Pinheiro ; 8 - María Clara Correia Alves ; 13 - Sofía Quintino; 14 - Adelaida Cabete ; 15 - Carolina Beatriz Ángel ; 16 - María del Carmen Joaquina Lopes.

Sofia da Conceição Quintino (Lamas, 23 de mayo de 1879-8 de julio de 1964) fue una médica portuguesa y una de las primeras mujeres en graduarse en esta disciplina en Portugal. Feminista activa, opuesta a la monarquía portuguesa. Desempeñó un papel especialmente importante en el desarrollo de un servicio de enfermería laica, en un país donde hasta entonces la enfermería había sido patrimonio de las monjas.

## Trayectoria
Nació en 1879 en el municipio de Cadaval. Asistió a la Escola Médico-Cirugía de Lisboa, institución que posteriormente se convirtió en la Facultad de Medicina en la Universidad de Lisboa, donde se graduó con una tesis titulada Some Words Regarding the Sensitization of Bacteria (Algunas palabras sobre la sensibilización de las bacterias). Trabajó como asistente en el laboratorio de análisis clínicos y, entre 1918 y 1948, fue jefa de los Servicios de Fisioterapia en los hospitales públicos de Lisboa. También ejerció como médica general y profesora de enseñanza secundaria. A mitad de su carrera regresó a la universidad y en 1931 se graduó en la Facultad de Medicina de la Universidad de París.
Como feminista y pacifista, Quintino participó en grupos pacifistas portugueses e internacionales, además de ser cofundadora en 1907 del Grupo Português de Estudos Feministas, dirigido por las sufragistas Ana de Castro Osório,  María Veleda y Adelaide Cabete. La organización tenía como objetivo difundir los ideales de la emancipación de la mujer, además formó la base para el desarrollo futuro de otros movimientos de mujeres. Quintino publicó artículos feministas en la revista Jornal das Senhoras dirigida a mujeres, y escribió diversos materiales educativos, con especial atención a la salud infantil.
Como la mayoría de quienes compartían sus principios, también era republicana y partidaria del derrocamiento de la monarquía, hecho que tuvo lugar con la Revolución del 5 de octubre de 1910. Tras el establecimiento de la Primera República portuguesa, y como miembro de la Liga Republicana de Mujeres Portugueses, Quintino abogó firmemente por cambiar la ley para permitir el divorcio.

### Enfermería
Con la Primera Guerra Mundial (1914-18) se crearon varios movimientos de mujeres en apoyo de los soldados, heridos de guerra y sus familias. La mayoría de los movimientos como la "Asistencia de los Portugueses a las Víctimas de la Guerra" fueron formados por la Iglesia católica. Sin embargo, Quintino fue una de las grandes impulsoras de Pela Pátria, una organización laica creada en 1914. Realizó los primeros cursos de enfermería en Portugal que no se realizaban solo para monjas.
Durante la guerra, se convirtió en jefa de formación de enfermería de la Cruzada Femenina Portuguesa, proporcionando asistencia a los soldados movilizados, convirtiéndose en una de las primeras instituciones de Portugal en organizar a las mujeres para el esfuerzo bélico y realizando actividades como la confección de ropa de abrigo que era enviada al frente.